# Leonio Tirelli
Leonio Tirelli (Carpi, 13 giugno 1904 – Carpi, 15 ottobre 1989) è stato un calciatore italiano, di ruolo mediano.

## Biografia
Fratello del calciatore Archimede Tirelli, nipote dei calciatori Arturo e Zurga Tirelli, tutti calciatori del Carpi, dal 1928 al 1930 si trasferisce in Argentina dove gioca nel Club Atlético Chaco For Ever.

## Carriera
Gioca oltre cento partite con la maglia del Carpi realizzando con la casacca biancorossa 21 reti, con due parentesi la prima a Gorizia e poi la seconda a Modena dove esordisce in Divisione Nazionale il 2 ottobre 1927 nella partita Modena-Casale (0-0).